# 미르나페치

미르나페치의 위치

미르나 페치(슬로베니아어: Mirna Peč, 독일어: Hönigstein 회닉슈타인[*])는 슬로베니아의 도시로 면적은 48.0km2, 인구는 2,702명(2002년 기준), 인구 밀도는 56.3명/km2이다.